# Olympische Sommerspiele 1960/Teilnehmer (Indonesien)
| Gelbes Symbol für Goldmedaillen mit stilisierten Olympischen Ringen | Graues Symbol für Silbermedaillen mit stilisierten Olympischen Ringen | Braundes Symbol für Bronzemedaillen mit stilisierten Olympischen Ringen |
| ------------------------------------------------------------------- | --------------------------------------------------------------------- | ----------------------------------------------------------------------- |
| —                                                                   | —                                                                     | —                                                                       |

Indonesien nahm an den Olympischen Sommerspielen 1960 in der italienischen Hauptstadt Rom mit einer Delegation von 22 Sportlern, zwanzig Männer und zwei Frauen, an 17 Wettbewerben in acht Sportarten teil.
Jüngster Athlet war der Schwimmer Zakaria Nasution (16 Jahre und 108 Tage), ältester Athlet war der Segler Lie Eng Soei (43 Jahre und 107 Tage). Es war die dritte Teilnahme an Olympischen Sommerspielen für das Land.

## Teilnehmer nach Sportarten

### Boxen
Herren
- Johnny Bolang
  - Leichtgewicht

Rang 33
Runde eins: Punktniederlage gegen Sandro Lopopolo aus Italien (0:5 Runden, 273:300 Punkte – 54:60, 51:60, 56:60, 55:60, 57:60)

- Salek Mahju
  - Fliegengewicht

Rang 17
.Runde eins: Freilos
Runde zwei: Punktniederlage gegen Danny Lee aus Großbritannien (0:5 Runden, 279:300 Punkte – 56:60, 55:60, 57:60, 56:60, 55:60)

- Oei Hok Tiang
  - Bantamgewicht

Rang 17
.Runde eins: Freilos
Runde zwei: Punktniederlage gegen Peter Weiss aus Österreich (0:5 Runden, 287:299 Punkte – 58:60, 56:60, 58:60, 58:59, 57:60)

### Fechten
Damen
- Sioe Gouw Pau
  - Florett

Runde eins: Gruppe neun, zwei Duelle gewonnen – drei verloren, Rang vier, nicht für die nächste Runde qualifiziert
0:4-Niederlage gegen Kate Delbarre aus Frankreich
0:4-Niederlage gegen Alexandra Iwanowna Sabelina aus der Sowjetunion
3:4-Niederlage gegen Helga Mees aus Deutschland
4:1-Sieg gegen Gloria Colón aus Puerto Rico
4:3-Sieg gegen Harriet King aus den Vereinigten Staaten von Amerika

- Zuus Undapp
  - Florett

Runde eins: Gruppe sieben, kein Duell gewonnen – drei verloren, Rang sechs, nicht für die nächste Runde qualifiziert
0:4-Niederlage gegen Nina Kleijweg aus den Niederlanden
0:4-Niederlage gegen Antonella Ragno-Lonzi aus Italien
2:4-Niederlage gegen Marie Melchers aus Belgien

Herren
- Jushar Haschja
  - Säbel

Runde eins: Gruppe elf, zwei Duelle gewonnen – drei verloren, Rang vier, nicht für die nächste Runde qualifiziert
0:5-Niederlage gegen Wojciech Zabłocki aus Polen
1:5-Niederlage gegen Pierluigi Chicca aus Italien
5:4-Sieg gegen Juan Paladino aus Uruguay
5:4-Sieg gegen Brian Pickworth aus Neuseeland
1:5-Niederlage gegen Michael Amberg aus Großbritannien

- Andreas Soeratman
  - Degen

Runde eins: Gruppe neun, ein Duell gewonnen – vier verloren, Rang sechs, nicht für die nächste Runde qualifiziert
1:5-Niederlage gegen Alberto Balestrini aus Argentinien
0:5-Niederlage gegen Guram Kostawa aus der Sowjetunion
0:5-Niederlage gegen Rolf Wiik aus Finnland
2:5-Niederlage gegen Mohamed Ramadan aus dem Libanon
5:2-Sieg gegen Angel Roldán aus Mexiko

### Gewichtheben
Herren
- Tan Tjoe Gwat
  - Bantamgewicht

Finale: 285,0 kg, Rang 17
Militärpresse: 85,0 kg, Rang 16
Reißen: 90,0 kg, Rang zehn
Stoßen: 110,0 kg, Rang 16

- Asber Nasution
  - Federgewicht

Finale: Wettkampf nicht beendet (DNF)
Militärpresse: kein gültiger Versuch
Reißen: Wettkampf nicht angetreten
Stoßen: Wettkampf nicht angetreten

### Leichtathletik
Herren
- Jalal Gozal
  - 100 Meter Lauf

Runde eins: ausgeschieden in Lauf acht (Rang vier), 10,9 Sekunden (handgestoppt)

### Radsport
Herren

Straße

Mannschaftszeitfahren (100 km)
- Ergebnisse
Finale: 2:34:29,98 Stunden, Rang 26
- Mannschaft
Hendrik Brocks
Rusli Hamsjin
Theo Polhaupessy
Muhammad Sanusi

Einzel
- Hendrik Brocks
  - Straßenrennen (175,3 km)

Finale: Wettkampf nicht beendet (DNF)

- Rusli Hamsjin
  - Straßenrennen (175,3 km)

Finale: Wettkampf nicht beendet (DNF)

- Theo Polhaupessy
  - Straßenrennen (175,3 km)

Finale: Wettkampf nicht beendet (DNF)

- Sanusi
  - Straßenrennen (175,3 km)

Finale: Wettkampf nicht beendet (DNF)

### Schießen
Herren
- Sanusi Tjokroadiredjo
  - Freie Scheibenpistole

Qualifikationsrunde: Gruppe eins, Rang 28, Gesamtrang 57, nicht für das Finale qualifiziert
Runde eins: 78 Punkte
Runde zwei: 81 Punkte
Runde drei: 88 Punkte
Runde vier: 81 Punkte

### Schwimmen
Herren
- Achmad Dimyati
  - 100 Meter Freistil

Runde eins: ausgeschieden in Lauf zwei (Rang fünf), 59,1 Sekunden

- Zakaria Nasution
  - 400 Meter Freistil

Runde eins: ausgeschieden in Lauf vier (Rang fünf), 4:54,0 Minuten
  - 1500 Meter Freistil

Runde eins: ausgeschieden in Lauf vier (Rang sechs), 19:18,6 Minuten

### Segeln
Herren

Drachen
- Ergebnisse
Finale: 795 Punkte, Rang 26
Rennen eins: 101 Punkte, 3:54:29 Stunden, Rang 27
Rennen zwei: 171 Punkte, 2:12:39 Stunden, Rang 23
Rennen drei: 117 Punkte, 3:04:58 Stunden, Rang 26
Rennen vier: 101 Punkte, 3:23:42 Stunden, Rang 27
Rennen fünf: 101 Punkte, 2:54:23 Stunden, Rang 27
Rennen sechs: 134 Punkte, 2:45:12 Stunden, Rang 25
Rennen sieben: 171 Punkte, 2:47:50 Stunden, Rang 23
- Mannschaft
Ashari Danudirdjo
Josef Muskita
Eri Sudewo

Flying-Dutchman
- Ergebnisse
Rennen eins: 177 Punkte, 2:43:58 Stunden, Rang 26
Rennen zwei: 101 Punkte, Rennen nicht beendet (DNF)
Rennen drei: 161 Punkte, 2:24:46 Stunden, Rang 27
Rennen vier: 194 Punkte, 2:56:26 Stunden, Rang 25
Rennen fünf: 231 Punkte, 2:23:20 Stunden, Rang 23
Rennen sechs: 101 Punkte, Rennen nicht beendet (DNF)
Rennen sieben: 177 Punkte, 2:22:55 Stunden, Rang 26
- Mannschaft
Leopold Kalesaran
Lie Eng Soei